# António Homem de Albuquerque Pinho
António Homem Correia Teles de Albuquerque Pinho (Albergaria-a-Velha14 de Agosto,  de 1921 - 30 de Setembro de 2002) filho de António Fortunato de Pinho, conhecido advogado albergariense. Licenciou-se em Ciências Históricas e Filosóficas pela Universidade de Coimbra.
Fixou-se no Porto em 1964, onde foi professor no Instituto Comercial e coordenador da área de ciências sociais no ISCAP. Colaborou regularmente na imprensa local, tendo publicado artigos sobre a história local em "Beira Vouga" (1985-1990), "Boletim Municipal" (1992) e "Jornal de Albergaria" (1993-2002).
Em 2001 foi lançado o livro "Albergaria-a-Velha, Oito Séculos - do Passado ao Futuro".
Em 25 de Abril de 2002 recebeu a Medalha de Ouro de Mérito Municipal.